# Discourse Concerning Western Planting
A particular discourse concerning the great necessity and manifold commodities that are like to grow to this Realm of England by the Western discoveries lately attempted, Written in the year 1584 (in italiano Un particolare discorso sulla grande necessità e le molteplici merci che probabilmente deriveranno a questo Regno d'Inghilterra dalle recenti scoperte occidentali, Scritto nell'anno 1584), conosciuto come Discourse Concerning Western Planting (in italiano Discorso sulla colonizzazione occidentale) fu un documento scritto da Richard Hakluyt nel 1584.

## Antefatti
Questo documento fu scritto per convincere la regina Elisabetta I a supportare i piani di colonizzazione di Walter Raleigh e per incoraggiare i mercanti e la nobiltà inglese a investire in quelle imprese.
Richard Hakluyt presentò l'opera privatamente alla regina nel 1584. Il carattere riservato del memoriale, che non doveva essere divulgato al pubblico, permise ad Hakluyt di esporre liberamente il caso a favore di una politica coloniale. Tale libertà era necessaria se il "Discorso" doveva discutere in modo adeguato il grande ostacolo politico alla colonizzazione, la paura della Spagna; e proprio al caso contro la Spagna era dedicata una buona metà del "Discorso". Hakluyt era evidentemente ben armato di argomenti dai suoi amici marinai, che sembravano appartenere alla scuola aggressiva di Drake. Dedicò diverse sezioni alla già nota idea di una colonia come avamposto navale. Con una base americana, sosteneva l'argomento, si apriva un facile canale verso le Indie Occidentali, un canale per attaccare i forti sulla terraferma o per catturare la flotta che riportava a casa i tesori americani. Si apriva anche un canale per un attacco agli spagnoli che infestavano i banchi di pesca del nord e che rifornivano la Spagna di alcuni dei suoi alimenti. Con le risorse di una colonia, l'Inghilterra poteva colpire a piacimento la radice del potere spagnolo, che si trovava oltreoceano.

## Contenuto
Il documento contiene 21 punti a favore della colonizzazione del Nord America:
1. La colonizzazione espande la chiesa riformata, di cui la Regina Elisabetta è a capo.
2. I porti del Nuovo Mondo allevieranno le difficoltà degli scambi commerciali vicino alle terre cattoliche.
3. Il Nord America possiede tutte le merci di cui l'Inghilterra ha bisogno.
4. Le colonie possono impiegare gli uomini inattivi e le famiglie di lavoratori faranno crescere la popolazione.
5. I porti americani consentiranno alle navi inglesi di intercettare quelle spagnole in arrivo dai Caraibi.
6. L'oro spagnolo ha dominato l'Europa per troppo tempo, l'Inghilterra deve trovare il proprio oro.
7. Il controllo spagnolo è debole nelle Indie Occidentali.
8. A nord del 23º grado non ci sono insediamenti spagnoli a impedire l'espansione inglese.
9. La costa meridionale spagnola è ricca di minerali, forse lo sarà anche quella settentrionale.
10. Se l'Inghilterra rompesse le linee spagnole nelle Indie Occidentali, non avrebbero nulla di rilevante nell'emisfero occidentale.
11. Le crudeltà spagnole nelle Indie Occidentali sono peggiori di quelle dei Turchi.
12. L'Irlanda è un porto perfetto per navigare verso ovest, le navi dall'Irlanda sud-occidentale non interferiranno con il commercio di altre nazioni.
13. La Regina può aumentare le entrate doganali grazie a maggiori commerci.
14. Aumenterà la Marina Inglese migliorando la marineria e il bisogno di marinai.
15. L'Inghilterra deve colonizzare rapidamente e a lungo termine (piantare) prima degli altri.
16. Le opportunità in America porteranno persone più intraprendenti alla leadership dell'Inghilterra.
17. L'Inghilterra potrebbe trovare il Passaggio a Nord-Ovest per la Cina.
18. L'Inghilterra ha un diritto legittimo sulla costa del Nord America che deve essere esercitato.
19. Con l'acquisizione di terre nell'emisfero occidentale, l'Inghilterra costringerà la Spagna a rinunciare alla vecchia bolla papale sul controllo del territorio.
20. Il punto 20 elenca 23 ragioni per cui l'insediamento sarà redditizio.
21. Il punto 21 elenca le numerose merci e risorse che si possono trovare in America.

## Analisi
Questi punti possono essere raggruppati per oggetto di discussione:
Religione e Potere
- La colonizzazione espanderebbe la chiesa protestante riformata, guidata dalla regina Elisabetta. (Punto 1)
- L'Inghilterra avrebbe una maggiore influenza nel mondo occidentale, contrastando il potere della Spagna cattolica. (Punto 18, 19)

Economia e Commercio
- L'Inghilterra avrebbe accesso a tutte le risorse di cui necessita, riducendo la dipendenza dai commerci con i paesi cattolici. (Punto 2, 3)
- Si potrebbero stabilire nuove rotte commerciali con le Americhe, aumentando le entrate doganali della corona. (Punto 13)
- Le colonie potrebbero impiegare la manodopera in eccesso in Inghilterra, facendo crescere la popolazione e la forza lavoro qualificata. (Punto 4)
- L'Inghilterra potrebbe intercettare le navi spagnole provenienti dai Caraibi cariche di oro, indebolendo la potenza economica della Spagna. (Punto 5, 6)
- L'Inghilterra potrebbe scoprire un proprio Eldorado ricco di minerali preziosi in Nord America. (Punto 8, 9)

Difesa e Impero
- L'Inghilterra potrebbe trovare il Passaggio a Nord-Ovest per la Cina, aprendo nuove rotte commerciali e rafforzando la sua posizione come potenza marittima. (Punto 17)
- Avere basi fortificate in Nord America rafforzerebbe la marina inglese e la capacità di difendersi dalla Spagna. (Punto 14)
- L'Inghilterra doveva colonizzare prima che altre nazioni europee occupassero le terre del Nord America. (Punto 15)

Inoltre, il documento sottolinea:
- La crudeltà degli spagnoli nei confronti delle popolazioni indigene delle Indie Occidentali. (Punto 11)
- La posizione geografica dell'Irlanda come punto di partenza ideale per le spedizioni verso il Nord America. (Punto 12)
- La legittimità del diritto dell'Inghilterra di colonizzare il Nord America. (Punto 18)

Infine, due punti del documento elencano in dettaglio i potenziali profitti economici (punto 20) e le risorse naturali (punto 21) che l'Inghilterra potrebbe ottenere dalla colonizzazione del Nord America.